# Natation aux Jeux du Commonwealth de 1998
Navigation
Édition 1994 Édition 2002
Les épreuves de natation des Jeux du Commonwealth de 1998, la 16e édition, se sont déroulées du 12 au 17 septembre 1998 à Kuala Lumpur, en Malaisie. 
À cette occasion, 32 épreuves sont organisées, à parité entre les femmes et les hommes.  
Un seul record du monde a été battu au cours de ce rendez-vous sportif, celui du relais 4 × 200 m nage libre par le relais australien qui améliore de 9/100e l'ancienne marque détenue depuis le 27 juillet 1992 par le relais de l'Équipe unifiée et réalisée lors des Jeux olympiques de Barcelone. 
L'Australie se classe au premier rang du tableau des médailles; elle remporte exactement la moitié des médailles, dont vingt-trois en or sur les trente-deux en jeu et devançant très nettement l'Angleterre et le Canada, avec, respectivement cinq et quatre titres conquis et un total de vingt-deux et vingt-et-une médailles.
L'Afrique du Sud, avec deux médailles d'argent, l'Écosse, avec une médaille d'argent et la Nouvelle-Zélande, avec deux médailles de bronze complètent le tableau des pays médaillés. 

## Les nations présentes
19 nations, sont représentées pour les épreuves de natation de ces Jeux.
- Afrique du Sud
- Angleterre
- Australie
- Bahamas
- Barbade
- Canada
- Chypre
- Écosse
- Fidji
- Irlande
- Irlande du Nord
- Jamaïque
- Malaisie
- Namibie
- Nouvelle-Zélande
- Pays de Galles
- Singapour
- Trinité-et-Tobago
- Zimbabwe

## Record du monde battu
- le 13 septembre : 4 × 200 m nage libre par le relais australien, en  7 min 11 s 86.

## Tableau des médailles
| Rang | Nation           | Or | Argent | Bronze | Total |
| ---- | ---------------- | -- | ------ | ------ | ----- |
| 1    | Australie        | 23 | 14     | 11     | 48    |
| 2    | Angleterre       | 5  | 8      | 9      | 22    |
| 3    | Canada           | 4  | 7      | 10     | 21    |
| 4    | Afrique du Sud   | 0  | 2      | 0      | 2     |
| 5    | Écosse           | 0  | 1      | 0      | 1     |
| 6    | Nouvelle-Zélande | 0  | 0      | 2      | 2     |
|      | Total            | 32 | 32     | 32     | 96    |

## Podiums

### Hommes
| Épreuves             | Or                                                             | Or               | Argent                                                            | Argent         | Bronze                                                                 | Bronze         |
| -------------------- | -------------------------------------------------------------- | ---------------- | ----------------------------------------------------------------- | -------------- | ---------------------------------------------------------------------- | -------------- |
| Nage libre           |                                                                |                  |                                                                   |                |                                                                        |                |
| 50 m                 | Mark Foster                                                    | 22 s 58          | Brendon Dedekind                                                  | 22 s 70        | Michael Klim                                                           | 22 s 86        |
| 100 m                | Michael Klim                                                   | 49 s 43          | Chris Fydler                                                      | 49 s 51        | Gavin Meadows                                                          | 50 s 14        |
| 200 m                | Ian Thorpe                                                     | 1 min 46 s 70    | Michael Klim                                                      | 1 min 48 s 05  | Daniel Kowalski                                                        | 1 min 48 s 26  |
| 400 m                | Ian Thorpe                                                     | 3 min 44 s 35    | Grant Hackett                                                     | 3 min 44 s 88  | Daniel Kowalski                                                        | 3 min 48 s 91  |
| 1 500 m              | Grant Hackett                                                  | 14 min 50 s 92   | Ryk Neethling                                                     | 15 min 02 s 88 | Kieren Perkins                                                         | 15 min 03 s 00 |
| Dos                  |                                                                |                  |                                                                   |                |                                                                        |                |
| 100 m                | Mark Versfeld                                                  | 55 s 52          | Josh Watson                                                       | 55 s 92        | Chris Renaud                                                           | 55 s 99        |
| 200 m                | Mark Versfeld                                                  | 1 min 59 s 67    | Adrian Radley                                                     | 2 min 01 s 41  | Greg Hamm                                                              | 2 min 01 s 47  |
| Brasse               |                                                                |                  |                                                                   |                |                                                                        |                |
| 100 m                | Simon Cowley                                                   | 1 min 02 s 00    | Philip Rogers                                                     | 1 min 02 s 46  | Darren Mew                                                             | 1 min 02 s 52  |
| 200 m                | Simon Cowley                                                   | 2 min 13 s 13    | Ryan Mitchell                                                     | 2 min 13 s 20  | Adam Whitehead                                                         | 2 min 14 s 44  |
| Papillon             |                                                                |                  |                                                                   |                |                                                                        |                |
| 100 m                | Geoff Huegill                                                  | 52 s 81          | Adam Pine                                                         | 53 s 09        | Michael Klim                                                           | 53 s 50        |
| 200 m                | James Hickman                                                  | 1 min 57 s 11    | William Kirby                                                     | 1 min 59 s 57  | Stephen Parry                                                          | 1 min 59 s 63  |
| 4 nages              |                                                                |                  |                                                                   |                |                                                                        |                |
| 200 m                | Matthew Dunn                                                   | 2 min 00 s 26    | James Hickman                                                     | 2 min 01 s 87  | Robert van der Zant                                                    | 2 min 02 s 73  |
| 400 m                | Trent Steed                                                    | 4 min 19 s 89    | James Hickman                                                     | 4 min 20 s 17  | Zane King                                                              | 4 min 23 s 20  |
| Relais               |                                                                |                  |                                                                   |                |                                                                        |                |
| 4 × 100 m nage libre | Australie Ashley Callus Chris Fydler Ian Thorpe Michael Klim   | 3 min 17 s 83    | Canada Craig Hutchison Garret Pulle Robert Taylor Stephen Clarke  | 3 min 21 s 27  | Angleterre Anthony Howard Gavin Meadows Mark Stevens Nicholas Shackell | 3 min 22 s 13  |
| 4 × 200 m nage libre | Australie Ian Thorpe Daniel Kowalski Matthew Dunn Michael Klim | 7 min 11 s 86 RM | Angleterre Andrew Clayton Gavin Meadows James Salter Mark Stevens | 7 min 23 s 83  | Nouvelle-Zélande Danyon Loader John Davis Scott Cameron Trent Bray     | 7 min 24 s 52  |
| 4 × 100 m 4 nages    | Australie                                                      | 3 min 38 s 52    | Angleterre                                                        | 3 min 40 s 73  | Canada                                                                 | 3 min 42 s 74  |

### Femmes
| Épreuves             | Or                                                              | Or            | Argent                                                                     | Argent        | Bronze                                                             | Bronze        |
| -------------------- | --------------------------------------------------------------- | ------------- | -------------------------------------------------------------------------- | ------------- | ------------------------------------------------------------------ | ------------- |
| Nage libre           |                                                                 |               |                                                                            |               |                                                                    |               |
| 50 m                 | Sue Rolph                                                       | 25 s 82       | Alison Sheppard                                                            | 25 s 92       | Toni Jeffs                                                         | 26 s 07       |
| 100 m                | Sue Rolph                                                       | 55 s 17       | Susie O'Neill                                                              | 55 s 58       | Rebecca Creedy                                                     | 56 s 07       |
| 200 m                | Susie O'Neill                                                   | 2 min 00 s 24 | Karen Pickering                                                            | 2 min 01 s 19 | Jessica Deglau                                                     | 2 min 01 s 59 |
| 400 m                | Susie O'Neill                                                   | 4 min 12 s 39 | Victoria Horner                                                            | 4 min 12 s 56 | Joanne Malar                                                       | 4 min 13 s 91 |
| 800 m                | Rachel Harris                                                   | 8 min 42 s 23 | Joanne Malar                                                               | 8 min 43 s 96 | Sarah Collings                                                     | 8 min 45 s 56 |
| Dos                  |                                                                 |               |                                                                            |               |                                                                    |               |
| 100 m                | Giaan Rooney                                                    | 1 min 02 s 43 | Kelly Stefanyshyn                                                          | 1 min 02 s 81 | Meredith Smith                                                     | 1 min 03 s 19 |
| 200 m                | Katy Sexton                                                     | 2 min 13 s 18 | Meredith Smith                                                             | 2 min 13 s 19 | Helen Don-Duncan                                                   | 2 min 13 s 50 |
| Brasse               |                                                                 |               |                                                                            |               |                                                                    |               |
| 100 m                | Helen Denman                                                    | 1 min 08 s 71 | Samantha Riley                                                             | 1 min 09 s 08 | Lauren van Oosten                                                  | 1 min 09 s 11 |
| 200 m                | Samantha Riley                                                  | 2 min 27 s 30 | Courtenay Chuy                                                             | 2 min 29 s 23 | Lauren van Oosten                                                  | 2 min 29 s 58 |
| Papillon             |                                                                 |               |                                                                            |               |                                                                    |               |
| 100 m                | Petria Thomas                                                   | 59 s 42       | Susie O'Neill                                                              | 59 s 61       | Kathryn Godfrey                                                    | 1 min 00 s 14 |
| 200 m                | Susie O'Neill                                                   | 2 min 06 s 60 | Petria Thomas                                                              | 2 min 10 s 42 | Jessica Deglau                                                     | 2 min 11 s 67 |
| 4 nages              |                                                                 |               |                                                                            |               |                                                                    |               |
| 200 m                | Marianne Limpert                                                | 2 min 15 s 05 | Joanne Malar                                                               | 2 min 15 s 28 | Sue Rolph                                                          | 2 min 15 s 39 |
| 400 m                | Joanne Malar                                                    | 4 min 43 s 74 | Elizabeth Warden                                                           | 4 min 47 s 69 | Jennifer Reilly                                                    | 4 min 48 s 43 |
| Relais               |                                                                 |               |                                                                            |               |                                                                    |               |
| 4 × 100 m nage libre | Australie Lori Munz Rebecca Creedy Sarah Ryan Susie O'Neill     | 3 min 42 s 61 | Angleterre Claire Huddart Karen Legg Karen Pickering Sue Rolph             | 3 min 43 s 20 | Canada Jessica Deglau Laura Nicholls Marianne Limpert Nicole Davey | 3 min 45 s 48 |
| 4 × 200 m nage libre | Australie Anna Windsor Julia Greville Lori Munz Susie O'Neill   | 8 min 03 s 73 | Angleterre Claire Huddart Karen Legg Karen Pickering L. Cooper             | 8 min 10 s 09 | Canada Andrez Schwartz Jessica Deglau Joanne Malar Laura Nicholls  | 8 min 11 s 84 |
| 4 × 100 m 4 nages    | Australie Giaan Rooney Helen Denman Petria Thomas Susie O'Neill | 4 min 06 s 36 | Canada Kelly Stefanyshyn Lauren van Oosten Marianne Limpert Sara Albouraie | 4 min 09 s 52 | Angleterre Caroline Foot Jaime King Sarah Price Sue Rolph          | 4 min 13 s 96 |

Légende : RM : record du monde